# محمدجعفر کلانی
محمدجعفر کلانی (زاده ۱۱ اردیبهشت ۱۳۰۷) ورزشکار تیراندازی اهل ایران است.
وی در اردیبهشت ۱۳۴۵ قهرمان مسابقات تیراندازی ایران در ماده درازکش با تفنگ خفیف شده است، همچنین وی در بازی‌های المپیک تابستانی ۱۹۶۴ و بازی‌های آسیایی ۱۹۷۰ شرکت کرده است.